# Lee Moore (Musiker)
Lee Moore (* 24. September 1914 in Circleville, Ohio, als Walter LeRoy Moore; † 17. August 1997) war ein US-amerikanischer Country-Musiker und Radiomoderator. Moore war in den 1940er und 1950er Jahren mit seiner Frau Juanita Moore über das WWVA Jamboree bekannt.

## Leben

### Kindheit und Jugend
Lee Moore wuchs in einer ländlichen Umgebung auf und wurde früh von Hawaiian-Musik und Old-Time beeinflusst, das er über den nahegelegenen Sender WAIU aus Columbus, Ohio, hörte. Bei diesem Sender machte er auch seine ersten Auftritte und erhielt 1932 seinen Schulabschluss.

### Karriere
Danach schloss Moore sich der Wandergruppe Doc Schneider’s Yodeling Texas Cowboys an, mit der er durchs Land reiste. Später ließ er sich in Portsmouth, Ohio, nieder, wo er Arbeit bei WPAY fand. Moore wurde dann Mitglied der Mountain Melody Boys, die über WCMI aus Ashland, Kentucky, zu hören waren.
1937 schloss er sich Buddy Starcher und dem Ensemble des Senders WCHS an, wo er seine spätere Frau Juanita (* 1917) kennenlernte. Die beiden begannen, als Duo aufzutreten und wurden schnell zu Lieblingen der Hörer der Old Farm Hour, einer Live-Show die Samstagabends auf WCHS lief. Am 15. November 1938 heiratete Moore Juanita und zog mit ihr in den nächsten Jahren von Radiostation zu Radiostation. Während Moore das Image eines Cowboys auf der Bühne pflegte (er trug zeitweise sogar zwei Pistolen) und Gitarre oder Dobro spielte, sang seine Frau religiöse Songs wie The Legend of the Dogwood Tree oder When Angels Rolled The Stone Away. Ihre Engagements führten sie unter anderem zu WHIS (Bluefield, West Virginia), WMMN (Fairmont, West Virginia), WSVA (Harrisonburg, Virginia), KFNF (Shenandoah, Iowa), WROL (Knoxville, Tennessee), WPAQ (Mt. Airy, North Carolina) und schließlich 1949 zu WWVA (Wheeling, West Virginia), wo sie zu Stars des WWVA Jamborees wurden.

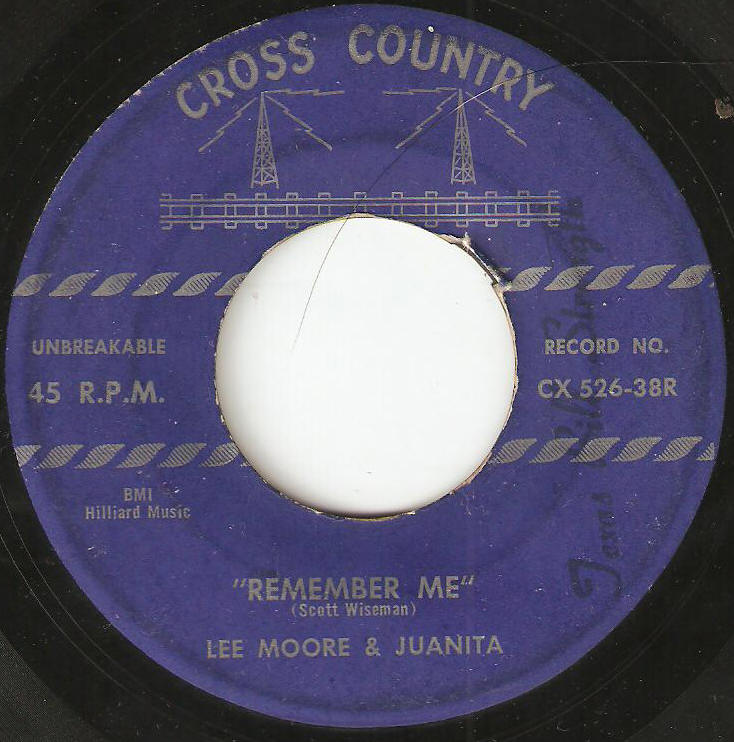
Remember Me

1940 war ihr Sohn Roger Lee Moore geboren worden, der bereits als kleines Kind ein Teil ihrer Shows wurde. Bei WWVA moderierte Moore auch eine nächtliche Show, die ihm den Beinamen „Coffee Drinking Night Hawk“ einbrachte. Diese Show führte er mit kurzer Unterbrechung bis 1969 weiter. Erst 1953 machte das Ehepaar trotz ihrer großen Popularität ihre ersten Aufnahmen für das kleine Label Cross Country Records, die aus Duetten und Solonummern von Lee Moore bestanden. Aber 1960 trennten sich Lee Moore und Juanita. Lee Moore spielte danach für verschiedene lokale Labels wie Wheeling, Mark, Essgee und Emperor weitere Platten ein und blieb dem WWVA Jamboree verbunden. Für Arc Records aus Kanada und Rural Rhythm Records aus den Staaten spielte er auch Alben ein, bei denen er teilweise von der berühmten Begleitband Red Smileys, den Bluegrass Cut-Ups, begleitet wurde.
Ein original nicht veröffentlichtes Album wurde 1984 bei Cattle Records in Deutschland veröffentlicht und Moore zog 1974 mit seiner neuen Frau nach Troy, New York State, wofür er das WWVA Jamboree verließ. Er trat weiterhin in der Umgebung auf und machte Aufnahmen für Fontone, Tenn-Cann und Revonah sowie ein weiteres Album für Cattle.
Lee Moore starb 1997. Kurz vor seinem Tod wurde er mit einer US-Flagge sowie der Flagge von New York geehrt, die vorher lange Zeit über den jeweiligen Kapitolen hingen. Im Plattengeschäft waren Moores Einfluss und Erfolg nur minimal, aber als DJ und Live-Künstler unterhielt er über ein halbes Jahrhundert mit traditioneller Country-Musik. Er wurde daher mit der Aufnahme in die Country Music DJ Hall of Fame im Jahre 2000 geehrt.

## Diskografie

### Singles
Diskografie ist nicht vollständig.
| Jahr                  | Titel                                              | #          | Anmerkungen |
| --------------------- | -------------------------------------------------- | ---------- | ----------- |
| Cross Country Records |                                                    |            |             |
|                       | Dark as a Dungeon / My Own Sweet Darling Wife      | CX522-32   |             |
|                       | Remember Me / Let’s Say Hello Like We Said Goodbye | CX 526-38R |             |

### Alben
- 1962: Lee and Juanita Moore
- 1965: The Coffee Drinking Night Hawk (Kanada)
- 1965: More Coffee Drinking Night Hawk (Kanada)
- 1967: Radio Favorites of Country Music
- 1967: Everybody’s Favorite
- 1983: Wheeling’s Coffee Drinking Night Hawk (Deutschland)
- 1984: A Living Legend in Country Music (Deutschland)
- 1998: 20 Early Country Favorites